# Halimede
Halimede  är en av Neptunus månar. Den upptäcktes den 14 augusti 2002 och fick då det provisoriska namnet S/2002 N 1. Den har fått sitt namn efter den grekiska havsnymfen Halimede.
Den har en diameter på ungefär 62 km.

### Fotnoter
1. ↑  JPL (21 juli 2011). ”Planetary Satellite Discovery Circumstances” (på engelska). Jet Propulsion Laboratory. https://ssd.jpl.nasa.gov/?sat_discovery. Läst 10 juli 2015.
2. ↑  Daniel W. E. Green (13 januari 2003). ”Satellites of Neptune” (på engelska). IAU Circular 8047. http://www.cbat.eps.harvard.edu/iauc/08000/08047.html. Läst 10 juli 2015.
3. ↑  R. A. Jacobson (2008). ”NEP078 – JPL satellite ephemeris” (på engelska). Planetary Satellite Mean Orbital Parameters. https://ssd.jpl.nasa.gov/?sat_elem. Läst 10 juli 2015.
4. 1 2 3  Scott S. Sheppard, David C. Jewitt, Jan Kleyna (2006). ”A Survey for "Normal" Irregular Satellites Around Neptune: Limits to Completeness” (på engelska). The Astronomical Journal (132):  sid. 171–176. doi:10.1086/504799. http://arxiv.org/abs/astro-ph/0604552. Läst 10 juli 2015.
5. ↑  Scott S. Sheppard, David C. Jewitt, Jan Kleyna (2006). ”A Survey for "Normal" Irregular Satellites around Neptune: Limits to Completeness”. The Astronomical Journal 132:  sid. 171–176. doi:10.1086/504799.
6. ↑  ”Planetary Satellite Physical parameters” (på engelska). NASA/JPL. https://ssd.jpl.nasa.gov/?sat_phys_par. Läst 10 juli 2015.
7. ↑  Tommy Grav, Matthew J. Holman, Wesley C. Fraser (20 september 2004). ”Photometry of Irregular Satellites of Uranus and Neptune”. The Astrophysical Journal 613 (1):  sid. L77–L80. doi:10.1086/424997.